# CARD19
CARD19 (англ. Caspase recruitment domain family member 19) – білок, який кодується однойменним геном, розташованим у людей на короткому плечі 9-ї хромосоми. Довжина поліпептидного ланцюга білка становить 228 амінокислот, а молекулярна маса — 25 589.
| 10         |  | 20         |  | 30         |  | 40         |  | 50         |
| ---------- |  | ---------- |  | ---------- |  | ---------- |  | ---------- |
| MTDQTYCDRL |  | VQDTPFLTGH |  | GRLSEQQVDR |  | IILQLNRYYP |  | QILTNKEAEK |
| FRNPKASLRV |  | RLCDLLSHLQ |  | RSGERDCQEF |  | YRALYIHAQP |  | LHSRLPSRHA |
| LRKFHITNHA |  | CLVLARGGHP |  | SLPLMAWMSS |  | MTTQVCCSPG |  | LASPLASAPP |
| QRPPSGPEGR |  | VWQAQAVQML |  | VSVSHFLPLP |  | PSLSHGSFHT |  | AWGILYVHSC |
| PSFSNLIPRG |  | SLHVCVDSNL |  | VPTAAWRS   |  |            |  |            |

A: Аланін

C: Цистеїн

D: Аспарагінова кислота

E: Глутамінова кислота

F: Фенілаланін

G: Гліцин

H: Гістидин

I: Ізолейцин

K: Лізин

L: Лейцин

M: Метіонін

N: Аспарагін

P: Пролін

Q: Глутамін

R: Аргінін

S: Серин

T: Треонін

V: Валін

W: Триптофан

Кодований геном білок за функцією належить до фосфопротеїнів. 
Задіяний у такому біологічному процесі, як альтернативний сплайсинг. 
Локалізований у ядрі, мембрані, мітохондрії, ендоплазматичному ретикулумі.